# Cepola pauciradiata
 Cepola pauciradiata és una espècie de peix de la família dels cepòlids i de l'ordre dels perciformes.

## Distribució geogràfica
Es troba des de Mauritània fins a Angola.